# Titiotus shantzi
Espèce
Titiotus shantzi est une espèce d'araignées aranéomorphes de la famille des Zoropsidae.

## Distribution
Cette espèce est endémique de Californie aux États-Unis,. Elle se rencontre dans les comtés de Santa Barbara, de Kern, de Los Angeles, de Monterey, de San Luis Obispo et de Ventura.

## Description
Le mâle holotype mesure 10 mm et la femelle paratype 14 mm.

## Étymologie
Cette espèce est nommée en l'honneur de Homer LeRoy Shantz.

## Publication originale
- Platnick & Ubick, 2008 : A revision of the endemic Californian spider genus Titiotus Simon (Araneae, Tengellidae). American Museum novitates, no 3608, p. 1-33 (texte intégral).